# Graafschap Virneburg
Virneburg was een tot de Nederrijns-Westfaalse Kreits behorend graafschap binnen het Heilige Roomse Rijk.

graafschap Virneburg

De Virneburg was oorspronkelijk een bezitting van de paltsgraven. Zij beleenden de graven van Sayn met het graafschap. Deze gaven het weer als achterleen uit aan de heren (later graven) van Virneburg.
Na het uitsterven van de graven van Virneburg in 1545 viel het via vrouwelijke lijn aan de graven van Manderscheid-Schleiden. Deze moesten in 1554 Monreal en de grote en kleine Pellenz aan het keurvorstendom Trier afstaan. Voor de rest van het gebied moesten zij leenhulde aan de keurvorst brengen.
In 1600/15/23 kwam het graafschap aan de graaf van Löwenstein-Wertheim.
In 1794 kwam er met de bezetting door Frankrijk een eind aan het staatje.
In de Reichsdeputationshauptschluss van 25-2-1803 werd de graaf van Löwenstein-Wertheim in paragraaf 14 schadeloos gesteld voor het verlies door het ambt Freudenberg, het kartuizer klooster Grünau, het klooster Triefenstein en de dorpen Montfeld, Rauenberg, Wessenthal en Trennfeld.
Lang heeft de graaf geen plezier gehad van zijn nieuwe graafschap Freudenberg want in de Rijnbondakte van 12 juli 1806 worden in artikel 24 de bezittingen van de vorst en de graaf van Löwenstein-Wertheim op de linkeroever van de Main onder de soevereiniteit van de groothertog van Baden gesteld en die op de rechter oever onder de soevereiniteit van de vorst-primaat: de mediatisering.
Na de val van Napoleon kende het Congres van Wenen in 1815 het voormalige graafschap Virneburg aan het koninkrijk Pruisen toe.

## Regenten
| regering       | naam                                      | geboren    | overleden    | familie |
| -------------- | ----------------------------------------- | ---------- | ------------ | ------- |
| 1402-1444      | Ruprecht IV                               | voor 1391  | 1444         |         |
| 1419-1443      | Philips I                                 | voor 1424  | 1443         | zoon    |
| 1444-1469      | Willem                                    | voor 1435  | voor 1469/74 | zoon    |
| 1469-1485      | Georg                                     | voor 1469  | 1485/95      | zoon    |
| 1485/95-1501/6 | Mathilde                                  |            | 1501/6       | zuster  |
| 1491-1551      | Dirk IV van Manderscheid                  | 14-8-1484  | 2-7-1551     | zoon    |
| 1551-1560      | Dirk V                                    | 30-3-1508  | 22-4-1560    | zoon    |
| 1560-1582      | Joachim                                   | circa 1540 | 9-9-1582     | zoon    |
| 1582-1590      | Philips Dirk                              | 1-10-1571  | 26-10-1590   | zoon    |
| 1590-1621      | Elizabeth Amalia                          | 28-6-1569  | 26-10-1621   | zuster  |
| 1621-1657      | Frederik Lodewijk van Löwenstein-Wertheim | 2-3-1598   | 11-6-1657    | zoon    |
| 1657-1683      | Frederik Everhard                         | 14-8-1629  | 23-3-1683    | zoon    |
| 1683-1721      | Hendrik Frederik                          | 13-2-1682  | 31-3-1721    | zoon    |
| 1721-1790      | Johan Lodewijk Volhard                    | 14-4-1705  | 4-2-1790     | zoon    |
| 1790-1794      | Johan Karel Lodewijk                      | 10-1-1740  | 16-2-1816    | zoon    |